# Today's Girl
『Today's Girl／Kyoko Koizumi Ⅵ』（トゥデイズ・ガール）は、小泉今日子の6枚目のオリジナル・アルバム。1985年2月21日にビクター音楽産業から発売された。規格品番はLP：SJX-30259、CT：VCH-10292、CD：VDR-80。

## 概要
オリコンチャートにおいて、小泉今日子が初のアルバムチャート1位を2週連続で獲得した作品。帯のキャッチコピーは「おめにかけます ふたつの素顔。キュートな今日子が独走中!」。
アルバムタイトル「Today's Girl」の意味は、″Today″ が ″今日″、″Girl″ は ″女の子″ で「今日の子 (今日子)」を表現しており、小泉のことを指している。
シングル曲「ヤマトナデシコ七変化」と「The Stardust Memory」の2曲が収録されており、表記は無いが両曲ともに若干のアレンジが加えられている。収録曲全てにおいて作曲家が異なっており、この手法は次回のアルバム『Flapper』にも継承されている。
LPレコードおよびカセットでは、A面に ″Funny Face″、B面には ″Serious Face″ とそれぞれ異なったコンセプトが付けられている。
ちなみに「The Stardust Memory」は前年の1984年12月22日公開された映画『生徒諸君!』主題歌として使用され、同映画では岸田今日子と共演し、ダブルキョンキョン（今日子）として話題になった。
2008年5月21日には、「ヤマトナデシコ七変化」「The Stardust Memory」のB面曲やカセット企画「Kyon Kyon倶楽部」のみに収録されていた楽曲などが追加収録された『Today's Girl+7』が紙ジャケット仕様でリリースされた。

## 収録曲

### LP／CT
| #         | タイトル                           | 作詞       | 作曲       | 編曲       | 時間  |
| --------- | ---------------------------------- | ---------- | ---------- | ---------- | ----- |
| 1.        | 「和蘭美人」                       | 秋元康     | 馬飼野康二 | 馬飼野康二 | 3:52  |
| 2.        | 「フジヤマ・ローズ」               | 売野雅勇   | 井上大輔   | 井上大輔   | 3:34  |
| 3.        | 「Rock Me 〜騒ぎたりない夜の為に」 | 岡田冨美子 | 新田一郎   | 新田一郎   | 4:33  |
| 4.        | 「ヤマトナデシコ七変化」           | 康珍化     | 筒美京平   | 若草恵     | 3:37  |
| 5.        | 「横須賀デイ・ドリーム」           | 森雪之丞   | 林哲司     | 鷺巣詩郎   | 3:50  |
| 合計時間: | 合計時間:                          | 合計時間:  | 合計時間:  | 合計時間:  | 19:26 |

| #         | タイトル                | 作詞               | 作曲       | 編曲      | 時間  |
| --------- | ----------------------- | ------------------ | ---------- | --------- | ----- |
| 1.        | 「ユメ科ウツツ科」      | 岩里祐穂           | 浜田金吾   | 佐藤博    | 4:15  |
| 2.        | 「青い夜の今ここで」    | 銀色夏生           | 大沢誉志幸 | 伊藤銀次  | 4:40  |
| 3.        | 「The Stardust Memory」 | 高見沢俊彦・高橋研 | 高見沢俊彦 | 井上鑑    | 3:57  |
| 4.        | 「Love Is Dreamy」      | 原田真二           | 原田真二   | 水谷公生  | 5:01  |
| 5.        | 「Today's Girl」        | 秋元康             | 松尾一彦   | 井上鑑    | 4:47  |
| 合計時間: | 合計時間:               | 合計時間:          | 合計時間:  | 合計時間: | 22:40 |

### Today's Girl+7
- 2008年5月21日発売。全曲デジタルリマスター・紙ジャケット仕様。新たに7曲がボーナス・トラックとして追加収録された[3]。

| #   | タイトル                           | 作詞               | 作曲       | 編曲       | 時間 |
| --- | ---------------------------------- | ------------------ | ---------- | ---------- | ---- |
| 1.  | 「和蘭美人」                       | 秋元康             | 馬飼野康二 | 馬飼野康二 | 3:52 |
| 2.  | 「フジヤマ・ローズ」               | 売野雅勇           | 井上大輔   | 井上大輔   | 3:34 |
| 3.  | 「Rock Me 〜騒ぎたりない夜の為に」 | 岡田冨美子         | 新田一郎   | 新田一郎   | 4:33 |
| 4.  | 「ヤマトナデシコ七変化」           | 康珍化             | 筒美京平   | 若草恵     | 3:37 |
| 5.  | 「横須賀デイ・ドリーム」           | 森雪之丞           | 林哲司     | 鷺巣詩郎   | 3:50 |
| 6.  | 「ユメ科ウツツ科」                 | 岩里祐穂           | 浜田金吾   | 佐藤博     | 4:15 |
| 7.  | 「青い夜の今ここで」               | 銀色夏生           | 大沢誉志幸 | 伊藤銀次   | 4:40 |
| 8.  | 「The Stardust Memory」            | 高見沢俊彦・高橋研 | 高見沢俊彦 | 井上鑑     | 3:57 |
| 9.  | 「Love Is Dreamy」                 | 原田真二           | 原田真二   | 水谷公生   | 5:01 |
| 10. | 「Today's Girl」                   | 秋元康             | 松尾一彦   | 井上鑑     | 4:47 |

| #         | タイトル                       | 作詞               | 作曲       | 編曲       | 時間  |
| --------- | ------------------------------ | ------------------ | ---------- | ---------- | ----- |
| 11.       | 「ヨコハマ・スイート・レイン」 | 康珍化             | 筒美京平   | 若草恵     | 4:18  |
| 12.       | 「涙のMyロンリーBoy」          | 高見沢俊彦・高橋研 | 高見沢俊彦 | 井上鑑     | 4:07  |
| 13.       | 「JAJAUMAコネクション」        | 康珍化             | 網倉一也   | 難波弘之   | 3:36  |
| 14.       | 「アゼリアの旅」               | 湯川れい子         | NOBODY     | 松井忠重   | 4:26  |
| 15.       | 「逆行線ボーイ」               | 康珍化             | 井上大輔   | 大谷和夫   | 3:19  |
| 16.       | 「No More Lover Chase」        | 秋元康             | 馬飼野康二 | 馬飼野康二 | 3:09  |
| 17.       | 「東京モガ」                   | 康珍化             | 井上大輔   | 大谷和夫   | 3:11  |
| 合計時間: | 合計時間:                      | 合計時間:          | 合計時間:  | 合計時間:  | 68:33 |

### 曲解説
1. 和蘭美人
2. フジヤマ・ローズ
3. Rock Me 〜騒ぎたりない夜の為に
4. ヤマトナデシコ七変化
11thシングルA面曲。イントロ及びアウトロの異なるアルバムバージョン。
5. 横須賀デイ・ドリーム
6. ユメ科ウツツ科
7. 青い夜の今ここで
8. The Stardust Memory
13thシングルA面曲。映画『生徒諸君!』主題歌。イントロの異なるアルバムバージョン。
9. Love Is Dreamy
10. Today's Girl
アルバムタイトル曲。

#### Today's Girl＋7 ボーナス・トラック
1. ヨコハマ・スイート・レイン
11thシングル「ヤマトナデシコ七変化」のB面曲。
2. 涙のMyロンリーBoy
13thシングル「The Stardust Memory」のB面曲。
3. JAJAUMAコネクション
1984年にリリースされたカセット「Kyon Kyon倶楽部」収録曲。本作で初CD化となった。
4. アゼリアの旅
1984年にリリースされたカセット「Kyon Kyon倶楽部」収録曲。本作で初CD化となった。
5. 逆行線ボーイ
1984年にリリースされたカセット「Kyon Kyon倶楽部」収録曲。1985年12月発売のベスト盤『Do You Love Me』にも収録されている。
6. No More Lover Chase
1984年にリリースされたカセット「Kyon Kyon倶楽部」収録曲。本作で初CD化となった。
7. 東京モガ
1984年にリリースされたカセット「Kyon Kyon倶楽部」収録曲。本作で初CD化となった。